# Baranowiec
Baranowiec är en by i Powiat kolski i det polska vojvodskapet Storpolen. Baranowiec är beläget 5 kilometer nordost om Dąbie, 19 kilometer sydost om Koło och 137 kilometer öster om Poznań.